# Elijah Qualls
Elijah Qualls (Petaluma, 11 febbraio 1995) è un giocatore di football americano statunitense che milita nel ruolo di defensive tackle per i DC Defenders della X Football League (XFL).

## Biografia

### Carriera professionistica
Qualls al college giocò a football coi Washington Huskies dal 2013 al 2016. Fu scelto nel corso del sesto giro (214º assoluto) nel Draft NFL 2017 dai Philadelphia Eagles. Debuttò come professionista subentrando nella gara del secondo turno contro i Kansas City Chiefs senza fare registrare alcuna statistica. Nella settimana 5 mise a segno il suo primo tackle nella vittoria contro gli Arizona Cardinals.

## Palmarès

### Franchigia
- Super Bowl : 1

Philadelphia Eagles: LII
- National Football Conference Championship: 1

Philadelphia Eagles: 2017